# 仲南町
仲南町（ちゅうなんちょう）は、香川県にあった町である。仲多度郡に属した。2006年（平成18年）3月20日、琴南町・満濃町と合併しまんのう町となった。
町内に伝わる綾子踊は重要無形民俗文化財に指定されており、庄野真代の作詞・作曲による町のイメージソングがあった。

## 地理
香川県のほぼ中央に位置していた。

## 歴史
- 1955年（昭和30年）4月1日 - 仲多度郡七箇村・十郷村が新設合併し、仲南村（ちゅうなんそん）となる。
- 1970年（昭和45年）1月1日 - 町制施行し、仲南町となる。
- 2006年（平成18年）3月20日 - 仲多度郡琴南町・満濃町と新設合併し、まんのう町が発足。同日仲南町廃止。

## 特産品
- タケノコ
- 茶

## 教育

### 学校

#### 幼稚園
- 仲南町立仲南東幼稚園
- 仲南町立仲南西幼稚園
- 仲南町立仲南北幼稚園

#### 小学校
- 仲南町立仲南東小学校
- 仲南町立仲南西小学校
- 仲南町立仲南北小学校

#### 中学校
- 仲南町立仲南中学校

## 交通

### 鉄道路線
- 四国旅客鉄道（JR四国）
  - 土讃線：塩入駅 - 黒川駅

### 道路
- 高速道路
  - 町内を走る高速道路：なし
- 一般国道
  - 町内を走る一般国道：国道32号、国道377号
- 県道
  - 主要地方道
    - 香川県道・徳島県道4号丸亀三好線
    - 香川県道23号詫間琴平線

  - 一般県道
    - 香川県道197号財田満濃線（現、香川県道197号財田まんのう線）
    - 香川県道202号春日讃岐財田停車場線

## 名所スポット
- 加茂神社
- 西光寺
- 円徳寺
- 春光寺
- 道の駅空の夢もみの木パーク
- 香川県立満濃池森林公園（満濃池西部）
- 尾の瀬山公園
- 二宮公園
- 塩入温泉
- 塩入ふれあいロッジ
- ふるさと研修館
- 仲南産直市
- 轟の滝